# Me, Gangster
Pour plus de détails, voir Fiche technique et Distribution.
Me, Gangster est un film américain réalisé par Raoul Walsh, sorti en 1928.

## Synopsis
Jimmy Williams vole 50 000 $, mais il est arrêté avant d'avoir pu les dépenser. Il est condamné et envoyé en prison. Il y change de comportement à la suite de la mort de sa mère et grâce à l'influence de Mary Regan. Libéré sur parole pour bonne conduite, il décide d'aller dans le droit chemin et de rendre son butin. Les anciens membres de son gang, en apprenant cela, vont chercher à lui reprendre l'argent. Mais, avec l'aide de Mary, Jimmy parviendra à les devancer. Il pourra alors repartir pour une nouvelle vie avec Mary. 

## Fiche technique
- Titre original : Me, Gangster
- Réalisation : Raoul Walsh
- Scénario : Charles Francis Coe et Raoul Walsh, d'après le roman Me, Gangster de Charles Francis Coe
- Intertitres  : William Kernell
- Photographie : Arthur Edeson
- Montage : Louis R. Loeffler
- Production : William Fox
- Société de production : Fox Film Corporation
- Société de distribution : Fox Film Corporation
- Pays de production :  États-Unis
- Langue originale : anglais
- Format : noir et blanc — 35 mm — 1,37:1 — Film muet avec des scènes sonorisées (Western Electric Sound System)
- Genre : drame
- Durée : 70 minutes
- Date de sortie :
  - États-Unis : 14 octobre 1928

## Distribution
- June Collyer : Mary Regan
- Don Terry : Jimmy Williams
- Anders Randolf : Russ Williams
- Carole Lombard : Blonde Rosie
- Stella Adams : Lizzie Williams
- Herbert Ashton : Slicker
- Harry Castle : Philly kid
- Nigel De Brulier : Danish Louie
- Al Hill : Danny
- Walter James : Capitaine de police Dodd
- Burr McIntosh : Bill Kane
- Bob Perry : Tuxedo George
- DeWitt Jennings